# Shelburne Escape Line

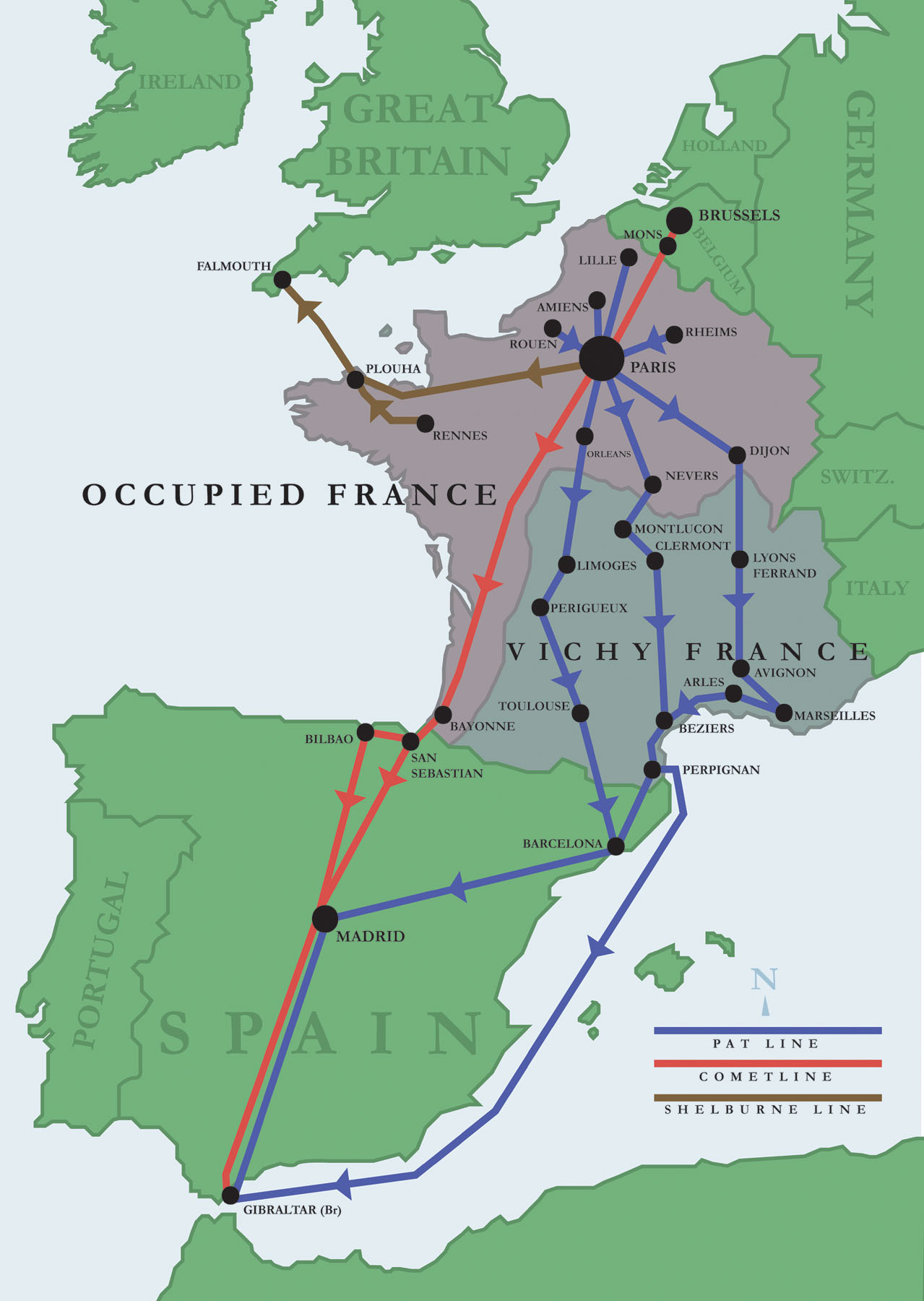
As rotas usadas como linhas de fuga para ajudar aviadores abatidos a escapar da Europa ocupada pelos nazistas.

A Shelburne Escape Line (1944) foi uma organização de resistência, operando na França ocupada na Segunda Guerra Mundial. A Shelburne Escape Line era financiada pela agência de inteligência britânica, o MI9, para ajudar aviadores aliados, abatidos sobre a França, a escapar da captura pelos alemães, e retornar à Grã-Bretanha de barco, zarpando da costa da Bretanha. Para os Aliados, o resgate de aviadores abatidos tinha um objetivo prático e humanitário. O treinamento de tripulações aéreas novas para substituí-los era caro e demorado. Resgatar aviadores abatidos e devolvê-los ao dever tornou-se uma prioridade. 
A primeira tentativa do MI9, chamada Oaktree Line, de estabelecer uma linha de fuga para os aviadores, se evadindo de barco da Bretanha para a Inglaterra, falhou devido à infiltração alemã e a liderança fraca. Sua sucessora, a Shelburne Escape Line, auxiliou mais de 300 aviadores a escapar da captura alemã. Além dos aviadores, evacuados para a Inglaterra, a parceira Francois Line, em Paris, ajudou os aviadores a escaparem para a Espanha, neutra, ou a se abrigarem em um refúgio florestal na França.

## Contexto
Dezenas de milhares de aviadores aliados foram abatidos sobre a Europa ocupada pelos nazistas, durante a Segunda Guerra Mundial. A maioria foi morta ou capturada pelo exército alemão, mas, mais de 5.000 pessoas, na Europa Ocidental, foram ajudados por estas organizações de fuga, escapando da captura e retornando à Grã-Bretanha. As maiores, das muitas linhas de fuga que operavam durante a guerra, foram a Pat O'Leary Line, fundada em Marselha por pessoas de várias nacionalidades, e a Comet Line, fundada por belgas. No entanto, durante a primavera de 1943, essas duas organizações foram enfraquecidas por infiltrados alemães, e pela captura de muitos de seus líderes e "salvadores", como eram chamados os voluntários que trabalhavam para estas organizações. Ao mesmo tempo, a guerra aérea sobre a Europa estava se expandindo, e um número cada vez maior de aviadores abatidos precisava da ajuda delas para escapar da captura. A Shelburne Line foi criada, e financiada, pelo MI9. A maioria das outras, embora possam ter sido auxiliadas financeiramente pelo MI9 e outras organizações aliadas, foi resultado dos esforços de cidadãos da França, Bélgica, Holanda, entre outros países que resistiram à ocupação alemã. 

## Oaktree Line
A antecessora da Shelburne Escape Line foi a Oaktree Line, criada por Airey Neave e James Langley, ambos agentes do MI9, como uma linha de fuga para evacuar aviadores abatidos, de barco, da Bretanha, na França, para Dartmouth, na Inglaterra. O líder escolhido para estar a frente da Oaktree Line foi Vladamir Bouryschkine, um russo-americano mais conhecido como Val Williams, que já havia trabalhado na Pat Line. O canadense Raymond Labrosse foi, como operador de equipamentos sem fio, com Bouryschkine para a França. A dupla foi lançada de paraquedas, "às cegas" (sem contatos na chegada), na França, em 20 de março de 1943. O rádio deles foi danificado no salto, e eles não conseguiram se comunicar com o MI9, em Londres. A dupla foi orientada para não entrar em contato com os sobreviventes da Pat Line, que havia sido infiltrada e destruída pelos alemães. Uma orientação que Bouryschkine ignorou. Bouryschkine foi para Paris, e montou uma organização para abrigar e cuidar, em esconderijos, de aviadores abatidos. Depois viajou para a Bretanha, onde 90 aviadores abatidos aguardavam a evacuação. Trinta e nove deles estavam hospedados no castelo de uma americana, a condessa Roberta "Betty" de Mauduit.
As tentativas de organizar uma evacuação marítima falharam, pois a Oaktree Line ainda não tinha rádio a disposição. Em vez disso, Bouryschkine liderou um grupo de aviadores para o sul, com a intenção de se unir à Francoise Line, de Marie-Louise Dissard, e cruzar os Pirenéus a pé, até a Espanha. Bouryschkine (notoriamente descuidado com a segurança), e o grupo, foram capturados pelos alemães, em 4 de junho de 1943, em Pau. Labrosse conseguiu voltar em segurança para a Inglaterra. A Oaktree Line se desintegrou, e muitos ajudantes em Paris, e em outros lugares, incluindo Mauduit, foram capturados. Bouryschkine e Mauduit sobreviveram à prisão. A Oaktree Line foi invadida e traída pelo agente da Gestapo Roger Le Neveu.

## Operações Shelburne
Em de seu retorno à Inglaterra, Labrosse convenceu o MI9 de que uma linha de fuga marítima via Bretanha ainda era viável. A agência britânica designou o canadense Lucien Dumais para chefiar o Oaktree Line, reconstituída com um novo nome: "Shelburne". Dumais se provou um líder eficiente. Em 19 de novembro de 1943, Dumais e Labrosse pousaram na França, em um aeródromo clandestino e, desta vez, Labrosse chegou com um rádio funcionando para realizar comunicações com o MI9. O plano que eles elaboraram, com Paul Campinchi, e outros ajudantes franceses, era esconder aviadores abatidos em Paris, onde recebiam carteiras de identidade falsas, roupas, treinamento e passes especiais para as zonas costeiras proibidas na Bretanha. Os aviadores ficavam escondidos em casas seguras, sótãos, celeiros e prédios abandonados. Durante o período de lua nova do mês os aviadores eram transportados, pela ferrovia, para a cidade de Plouha, perto do oceano, na Bretanha. Lá eles esperavam em uma casa segura por uma mensagem codificada informando que seriam apanhados na noite seguinte, na praia de Bonaparte, e levados para Plymouth, Inglaterra por uma canhoneira da Marinha Real Britânica.
As evacuações planejadas eram arriscadas. Os alemães ofereciam recompensas substanciais para pessoas que traíssem os aviadores abatidos, mas, mais de 20 residentes de Plouha, e arredores, ajudaram na evacuação ou proteção dos aviadores. Um açougueiro, François Le Cornec, chefiou a organização da resistência local. A costa da Bretanha foi fortificada pelos alemães. A praia de Bonaparte era ladeada por escarpas íngremes. Uma fortificação de artilharia alemã de 1,200 m (1,300 yd) foi estabelecida ao norte da praia. A canhoneira a motor tinha que ancorar, por várias horas, ao largo da costa, enquanto marinheiros remavam pequenos barcos até a praia para apanhar os aviadores. Apesar dos riscos, a Shelburne Escape Line  montou, com sucesso, cinco evacuações de 118 aviadores, além de alguns civis, a partir da praia de Bonaparte, entre janeiro e março de 1944. As evacuações marítimas foram suspensas depois de março; a equipe da Shelburne foi informada de que a suspensão das operações se devia a "noites mais curtas", mas na verdade era porque os Aliados temiam que as evacuações contínuas pudessem interferir nos planos para a invasão da Normandia, em 6 de junho de 1944. Além disso, os alemães instalaram minas terrestres nas praias da Bretanha, e fortificaram suas defesas, em antecipação à invasão aliada, o que tornou impraticável a continuação da Shelbourne. Os ajudantes franceses da Shelbourne encontraram 17 minas terrestres na praia de Bonaparte, e marcaram suas localizações na expectativa de usar a praia, novamente, para evacuações.
Entre os evacuados, antes da interrupção das operações, estava o líder Oaktree Line, Vladamir Bouryschkine, que escapou dos alemães e estava (como de costume) falando descuidadamente sobre o assunto. Em um momento, antes da evacuação, Dumais apontou uma pistola para Bouryschkine e disse que o mataria se abrisse a boca novamente.

## Depois do dia D
Três evacuações adicionais, chamadas operações Crozier I, II e III, foram realizadas na praia de Bonaparte, em julho e agosto de 1944, evacuando 27 pessoas para a Inglaterra. Em agosto, a retomada da Bretanha pelas forças Aliadas foi concluída, e a Shelburne Escape Line concluiu sua última operação, em 9 de agosto. O número de aviadores, evacuados de barco, foi de 115 membros da Força Aérea dos Estados Unidos e 21 da Força Aérea Real Britânica. Alguns civis também foram evacuados, totalizando 145 evacuações em barcos. Única organização operando no perigoso trabalho de organizações de fuga e, ao contrário da experiência anterior do MI9 com a Oaktree Line, nenhum integrante da Shelburne Escape Line foi capturado ou morto no curso de suas operações.
A filial parisiense da Shelburne Escape Line, a "François Line", chefiada por Paul Campanchi - diferente da "Françoise Line", liderada por Marie-Louise Dissard -, também ajudou fugitivos a escapar da França ocupada para a Espanha neutra. A partir de maio de 1944, os aviadores eram enviados para um acampamento em "Sherwood Forest", perto de Fréteval, estabelecido pela Operação Maratona como uma alternativa às evacuações por terra e mar. Os aviadores enviados para a floresta de Sherwood foram libertados com a ajuda de uma pequena equipe, liderada por Airey Neave, em 14 de agosto, depois que os alemães se retiraram da área perto da floresta.
O número total de aviadores que foram ajudados pela Shelburne Escape Line, escapando da captura pelos alemões, é estimado em 307. O operador de rádio sem fio, Raymond Labrosse, atribuiu o sucesso de Shelburne Escape Line à experiência adquirida com as operações  pioneiras da Pat Line e da Comet Lines, muitas vezes trágicas. Em uma reunião dos evadidos, em 1964, a coragem dos ajudantes franceses da Shelburne Escape Line foi exaltada: "Seus feitos foram calculados a partir de destemor audacioso e imprudente - realizados sob os olhos das forças de ocupação alemãs."

## Leitura Adicional
- Janes, Keith, Express Delivery, Kibworth, Leicester: Troubadour Press, 2019, 368 páginas.ISBN 978-1838590741 ISBN 978-1838590741